# Chen Pei-hsuan
Chen Pei-hsuan (chinesisch 陳佩萱, Pinyin Chen Peihsuan; * 28. Februar 2000) ist eine taiwanische Tennisspielerin.

## Karriere
Chen begann mit acht Jahren das Tennisspielen und spielt vor allem Turniere der ITF Women’s World Tennis Tour, wo sie bislang neun Titel im Doppel gewinnen konnte.

## Turniersiege

### Doppel
| Nr. | Datum              | Turnier             | Kategorie   | Belag     | Partnerin     | Finalgegnerinnen                       | Ergebnis          |
| --- | ------------------ | ------------------- | ----------- | --------- | ------------- | -------------------------------------- | ----------------- |
| 1.  | 29. Juli 2017      | Scharm asch-Schaich | ITF $15.000 | Hartplatz | Wu Fang-hsien | Ana Bianca Mihăilă Zhao Xiaoxi         | 6:2, 6:1          |
| 2.  | 5. August 2017     | Scharm asch-Schaich | ITF $15.000 | Hartplatz | Wu Fang-hsien | Ana Bianca Mihăilă Zhao Xiaoxi         | 6:4, 6:2          |
| 3.  | 23. September 2017 | Scharm asch-Schaich | ITF $15.000 | Hartplatz | Wu Fang-hsien | Hsieh Yu-ting Lee Pei-chi              | 7:66, 3:6, [11:9] |
| 4.  | 30. September 2017 | Scharm asch-Schaich | ITF $15.000 | Hartplatz | Wu Fang-hsien | Lee Pei-chi Kanika Vaidya              | 6:0, 1:6, [10:7]  |
| 5.  | 30. Dezember 2017  | Hongkong            | ITF $15.000 | Hartplatz | Wu Fang-hsien | Chan Chin-wei Lu Jiaxi                 | 6:1, 6:0          |
| 6.  | 19. Mai 2018       | San Severo          | ITF $15.000 | Sand      | Wu Fang-hsien | Swjatlana Piraschenka Sopia Schapatawa | 6:3, 6:4          |
| 7.  | 26. Mai 2018       | Caserta             | ITF $25.000 | Sand      | Wu Fang-hsien | Jaimee Fourlis Ellen Perez             | 7:66, 6:3         |
| 8.  | 30. Juni 2018      | Båstad              | ITF $25.000 | Sand      | Wu Fang-hsien | Anna Danilina Karin Kennel             | 7:5, 1:6, [10:5]  |
| 9.  | 12. Januar 2019    | Hongkong            | ITF W25     | Hartplatz | Wu Fang-hsien | Robu Kajitani Hiroko Kuwata            | 6:3, 6:3          |